# Monte Buckland
Monte Buckland es un pico montañoso prominente ubicado en el parque nacional Alberto de Agostini, en la provincia chilena de Tierra del Fuego. Se emplaza sobre una angosta península entre el seno Agostini y la bahía de Fitton, la cual es una proyección oriental del canal San Gabriel, el que separa la isla Dawson de la Isla Grande de Tierra del Fuego. Los montes Sella, Aosta y Giordano se localizan al sudeste del monte Buckland, teniendo formas distintivas. Su nombre recuerda al naturalista y geólogo inglés William Buckland.
En su Diccionario Geográfico de la República de Chile (1899), Francisco Astaburuaga Cienfuegos lo define como un cerro escarpado y pizarreño, que fue por primera vez notado en febrero de 1827 por la exploración inglesa del capitán Phillip Parker King, quien lo describió como un alto cerro, a manera de obelisco, que remata en una punta aguda, y que levanta su cabeza sobre una revuelta masa de reliquiae diluvianae cubierta de nieve perpetua, de cuyo derretimiento se ha formado gradualmente un enorme ventisquero a su falda nordeste, el cual se extiende por más de 20 kilómetros sobre la extremidad oriental de la costa del canal de San Gabriel.
El monte Buckland fue escalado en 2012 por una expedición alemana, tras varias décadas desde su primera ascensión, por el grupo de montañistas encabezados por Carlo Mauri.